# Jan van Wijhe
Jan Hendrik Gerrit van Wijhe (Kampen, 24 mei 1910 – 8 juli 1987) was een Nederlands politicus van de ARP.
Hij werd geboren als zoon van Evert van Wijhe (1886-1941; sigarenmaker) en Dirkje van den Brink. Hij trouwde in 1937 met Bertha Jacoba Schakel; een dochter van Dirk Leendert Schakel die mede-oprichter was van de (motor)fietsfabriek Sparta. Jan van Wijhe was financieel-economisch adviseur van bedrijven voor hij in september 1964 benoemd werd tot burgemeester van Oostdongeradeel. Eind 1972 ging hij met ziekteverlof en in 1973 werd hij afgekeurd en ging hij vervroegd met pensioen. Van Wijhe overleed in 1987 op 77-jarige leeftijd.